# NGC 8

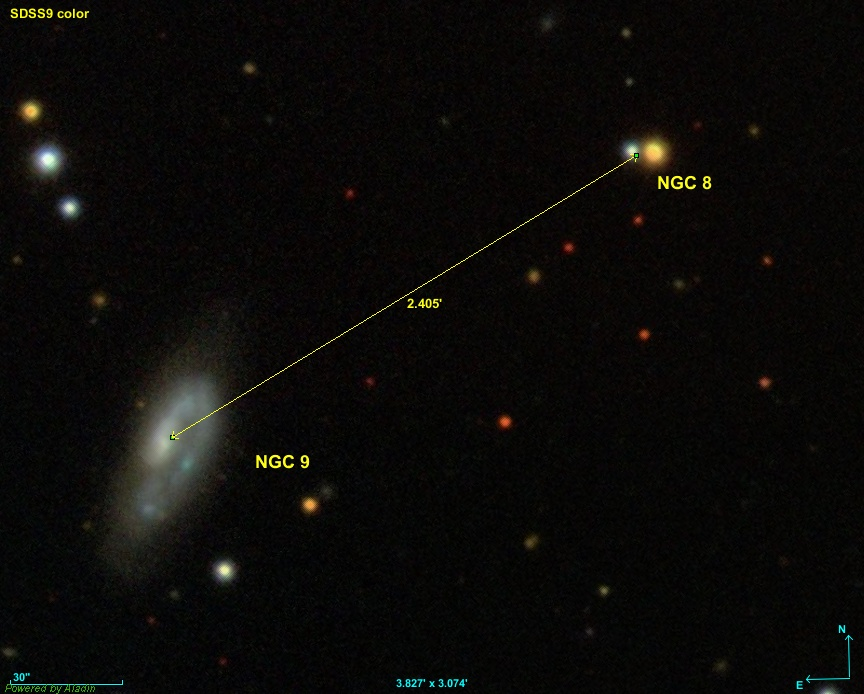
NGC 8

NGC 8是一对飞马座的双星。星等分别为15.2与16.5，赤经为8分45.3秒，赤纬为+23°50'19"。在1865年9月29日被首次发现。